# Деча (Алба)
Деча (рум. Decea) насеље је у Румунији у округу Алба у општини Мираслау. Oпштина се налази на надморској висини од 256 m.

## Становништво
Према подацима из 2002. године у насељу је живело 747 становника.

### Попис2002.
| Расподела становништва по националности 2002.‍ | Расподела становништва по националности 2002.‍ | Расподела становништва по националности 2002.‍ | Расподела становништва по националности 2002.‍ | Расподела становништва по националности 2002.‍ |
| --------------------------------------------- | --------------------------------------------- | --------------------------------------------- | --------------------------------------------- | --------------------------------------------- |
|                                               |                                               |                                               |                                               |                                               |
| Румуни                                        | Румуни                                        |                                               | 424                                           | 56,8%                                         |
| Мађари                                        | Мађари                                        |                                               | 306                                           | 41,0%                                         |
| Роми                                          | Роми                                          |                                               | 17                                            | 2,3%                                          |